# Maida Vale
Maida Vale é um distrito na Cidade de Westminster, na Região de Londres, na Inglaterra, abrangendo a parte norte de Paddington no oeste da Região de Londres e de St John's Wood e o sul de Kilburn. A área é estritamente residencial, e principalmente afuente com muitas áreas da arquitetura Victoriana e Edwariana com áreas de mansões .